# Étienne Loco Gbodolle
Étienne Loco Gbodolle (ur. 15 maja 1954) – beniński bokser, uczestnik Letnich Igrzysk Olimpijskich 1980. 
Podczas tych igrzysk startował w wadze średniej. W pierwszej fazie spotkał się z Christerem Corpim ze Szwecji. Gbodolle został zdyskwalifikowany i odpadł z rywalizacji.